# Port lotniczy Chipinge
Port lotniczy Chipinge (ICAO: FVCH, IATA: CHJ) – międzynarodowy port lotniczy położony w Chipinge, w Zimbabwe. 